# فينتسيسلاف هريستوف
فينتسيسلاف هريستوف (بالبلغارية: Венцислав Христов) (9 نوفمبر 1988 بصوفيا في بلغاريا - ) هو لاعب كرة قدم بلغاري في مركز الهجوم. شارك مع منتخب بلغاريا لكرة القدم. أما مع النوادي، فقد لعب مع ليفسكي صوفيا وميتالورغ دونيتسك ونادي بيروي ستارا زاغورا ونادي رييكا ونادي سكندربيو كورتشه ونادي لوكوموتيف صوفيا وOFC Nesebar ‏ وFC Montana ‏ وPSFC Chernomorets Burgas ‏ وFC Sportist Svoge ‏.

## روابط خارجية
- فينتسيسلاف هريستوف على موقع الاتحاد الأوربي (الإنجليزية)
- فينتسيسلاف هريستوف على موقع قاعدة بيانات كرة القدم.إي يو (الإنجليزية)
- فينتسيسلاف هريستوف على موقع ناشيونال فوتبول تيمز (الإنجليزية)
- فينتسيسلاف هريستوف على موقع Soccerway.com (الإنجليزية)
- فينتسيسلاف هريستوف على موقع عالم كرة القدم.نت (الإنجليزية)
- فينتسيسلاف هريستوف على موقع AS.com (الإسبانية)